# Höllsternbröller
Der Höllsternbröller ist eine zum Teil wasserführende Höhle der Schwäbischen Alb in Baden-Württemberg. Sie liegt westlich des Lenninger Ortsteils Gutenberg.

## Geschichte
Der Höllsternbröller (560 m NN, ox 2, L 350 m) wurde zwischen 1969 und 1971 von Stuttgarter Höhlenforschern untersucht. Der Eingang der engen Höhle wurde künstlich erweitert. Rund  100 m höhleneinwärts erreicht man den Höhlenbach, der ständig zur Höllsternquelle fließt. Der Höhleneingang liegt wenige Meter oberhalb der Brunnenstube dieser Quelle, die zwischen 1933 und 1962 der Wasserversorgung des Lenninger Weilers Krebsstein diente. Der Überlauf der gefassten Quelle fließt über treppenförmige Kalksteinbänke ab. Bei starken Niederschlägen fließt auch aus dem Höhleneingang Wasser. Die Quelle wird teilweise durch Wasser des ungefähr drei km entfernten Schopflocher Torfmoors gespeist.

## Naturschutz
Die im Naturschutzgebiet Oberes Lenninger Tal mit Seitentälern gelegene Höllsternquelle ist unter dem Namen Höllstern N Gutenberg unter der Nummer 13564/875 auch als Geotop geschützt. Die Quelle ist seit 2017 ein Geopoint des Geoparks Schwäbische Alb.